# Rana italica
Rana italica é uma espécie de anfíbio da família Ranidae.
Pode ser encontrada nos seguintes países: Itália e San Marino.
Os seus habitats naturais são: rios, rios intermitentes, pântanos, marismas de água doce e marismas intermitentes de água doce.
Está ameaçada por perda de habitat.